# Пожарно-технический минимум
Пожарно-технический минимум (ПТМ) — обучение работников организаций мерам пожарной безопасности.

## По месту работы
Обучение пожарно-техническому минимуму администрацией (собственниками) организаций самостоятельно существовало в России с 2007 по 2022 год.

## В образовательных организациях
В настоящее время дополнительное профессиональное образование в области пожарной безопасности производится в России в соответствии с законодательством об образовании в форме повышения квалификации или профессиональной переподготовки.:Прил. 3